# أبغرم (تشاراويماق)
أبغرم (بالفارسية: آبگرم) هي منطقة سكنية تقع في قسم تشاراويماق الجنوبي الغربي الريفي في إيران. يقدر عدد سكانها بـ 224 نسمة بحسب إحصاء 2016.